# Física matemática

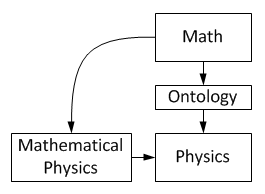

La matemática de la física (también, física matemática) es el campo científico que se ocupa de la interfaz entre la física y las matemáticas. El Journal of Mathematical Physics la define como «la aplicación de las matemáticas a problemas del ámbito de la física y el desarrollo de métodos matemáticos apropiados para estos usos y para el desarrollo de conocimientos físicos.», en temas como la teoría de la elasticidad, la acústica, la termodinámica, la electricidad, el magnetismo y la aerodinámica.

## Introducción

### Teoría de la relatividad
Las teorías especial y general de la relatividad requirieron de un tipo distinto de matemática, que fue la teoría de grupos, la cual desempeñó un rol importante tanto en la teoría cuántica de campos como en la geometría diferencial. Sin embargo, fue gradualmente suplementada por la topología en cuanto a la descripción matemática de fenómenos cosmológicos y de la teoría cuántica de campos. La teoría de la relatividad general influyó muy específicamente en ciertos desarrollos relacionados con:
- La geometría diferencial, y en particular la geometría de Riemann.
- La topología diferencial.
- La teoría de grupos.

### Mecánica cuántica
Las teorías de los espectros de emisión atómicos (y posteriormente la mecánica cuántica) fueron desarrolladas simultáneamente con campos de la matemática tales como el álgebra lineal, la teoría espectral de operadores y, en forma más amplia, el análisis funcional. Las mismas forman la base matemática de otra rama de la física matemática. El teorema de descomposición espectral de un operador lineal estuvo ampliamente inspirado en problemas de la mecánica cuántica. Incluso el propio término "espectro" para referirse al espectro de un operador lineal proviene de la terminología física para los posibles valores de ciertas magnitudes físicas que eran representadas por operadores lineales. Existen diversas áreas de la matemáticas que se vieron muy influidas por el desarrollo de la mecánica cuántica:
- Teoría de los espacios de Hilbert de dimensión infinita.
- Teoría espectral.
- Teoría de representación lineal de grupos.

### Mecánica hamiltoniana
La teoría del caos frecuentemente planteada como un sistema dinámico general o como un sistema hamiltoniano llevó al desarrollo de la teoría cualitativa de ecuaciones diferenciales, y ciertas áreas de la topología diferencial. Incluso algunas áreas de la topología general se vieron influidas por el intento de resolver ciertos problemas físicos, en particular diversas nociones introducidas por Henri Poincaré parecen íntimamente conectadas con problemas físicos y que más tarde fueron ampliamente desarrolladas en matemáticas puras.

### Teoría de la probabilidad
La mecánica estadística constituye un campo distinto, fuertemente relacionado con la teoría ergódica y algunos aspectos de la teoría de probabilidades. La noción de entropía estadística usada en teoría de la información procede de la noción de entropía física, relacionada con las probabilidades por Ludwig Boltzmann.
Existe una interacción cada vez mayor entre combinatoria y física, particularmente en el campo de la física estadística.

## Historia
Históricamente muchas áreas de la matemática se desarrollaron por el estímulo proporcionado por problemas físicos. Así por ejemplo el cálculo diferencial y las ecuaciones diferenciales adquirieron un gran interés después de que fueran usados por Newton en la formulación de las célebres leyes de Newton. El cálculo variacional empezó con el intento de resolver ciertos problemas físicos como el problema de la brachistocrona.
La geometría de Riemann planteada por Bernhard Riemann adquirió un enorme interés cuando dicho tipo de geometría fue usado por Albert Einstein en su teoría general de la relatividad, de hecho tanto el tensor de curvatura de Riemann, como el tensor de curvatura de Ricci internvienen directamente en varias ecuaciones físicas de la teoría de la relatividad.
Si bien Hilbert había introducido previamente la noción de espacio de Hilbert numerosos problemas asociados a los espacios de Hilbert de dimensión infinita con el desarrollo de la mecánica cuántica, ya que en 1926 Von Neumann axiomatizó la mecánica cuántica usando el formalismo de espacios de Hilbert de dimensión infinita. Numerosos problemas físicos, dependían de la resolución de problemas técnicos en dicho formalismo que se representa en la física cuántica.
Más recientemente el problema de la existencia de diversas familias de partículas, ha sido vinculado por Brian Greene con los grupos de homología de las variedades de Calabi-Yau. E incluso algunas cuestiones técnicas fueron intuidas primero por físicos y más tarde demostradas rigurosamente por matemáticos.

### Clásicos
- Abraham, Ralph; Marsden, Jerrold E. (2008), Foundations of mechanics: a mathematical exposition of classical mechanics with an introduction to the qualitative theory of dynamical systems (2nd edición), Providence, [RI.]: AMS Chelsea Pub., ISBN 9780821844380.
- Arnold, Vladimir I.; Vogtmann, K.; Weinstein, A. (tr.) (1997), Mathematical methods of classical mechanics / [Matematicheskie metody klassicheskoĭ mekhaniki] (2nd edición), New York, [NY.]: Springer-Verlag, ISBN 0-387-96890-3.
- Courant, Richard; Hilbert, David (1989), Methods of mathematical physics / 	 [Methoden der mathematischen Physik], New York, [NY.]: Interscience Publishers.
- Glimm, James; Jaffe, Arthur (1987), Quantum physics: a functional integral point of view (2nd edición), New York, [NY.]: Springer-Verlag, ISBN 0-387-96477-0. (pbk.)
- Haag, Rudolf (1996), Local quantum physics: fields, particles, algebras (2nd rev. & enl. edición), Berlín, [Germany]; New York, [NY.]: Springer-Verlag, ISBN 3-540-61049-9. (softcover)
- Hawking, Stephen W.; Ellis, George F. R. (1973), The large scale structure of space-time, Cambridge, [England]: Cambridge University Press, ISBN 0-521-20016-4.
- Kato, Tosio (1995), Perturbation theory for linear operators (2nd repr. edición), Berlín, [Germany]: Springer-Verlag, ISBN 3-540-58661-X. (This is a reprint of the second (1980) edition of this title.)
- Margenau, Henry; Murphy, George Moseley (1976), The mathematics of physics and chemistry (2nd repr. edición), Huntington, [NY.]: R. E. Krieger Pub. Co., ISBN 0-882-75423-8. (This is a reprint of the 1956 second edition.)
- Morse, Philip McCord; Feshbach, Herman (1999), Methods of theoretical physics (repr. edición), Boston, [Mass.]: McGraw Hill, ISBN 0-070-43316-X.  (This is a reprint of the original (1953) edition of this title.)
- von Neumann, John; Beyer, Robert T. (tr.) (1955), Mathematical foundations of quantum mechanics, Princeton, [NJ.]: Princeton University Press.
- Reed, Michael C.; Simon, Barry (1972–1977), Methods of modern mathematical physics (4 vol.), New York. {NY.]: Academic Press, ISBN 0-125-85001-8.
- Titchmarsh, Edward Charles (1939), The theory of functions (2nd edición), London, [England]: Oxford University Press. (This tome was reprinted in 1985.)
- Thirring, Walter E.; Harrell, Evans M. (tr.) (1978–1983), A course in mathematical physics / [Lehrbuch der mathematischen Physik] (4 vol.), New York, [NY.]: Springer-Verlag.
- Weyl, Hermann; Robertson, H. P. (tr.) (1931), The theory of groups and quantum mechanics / [Gruppentheorie und Quantenmechanik], London, [England]: Methuen & Co..
- Whittaker, Edmund Taylor; Watson, George Neville (1927), A course of modern analysis: an introduction to the general theory of infinite processes and of analytic functions, with an account of the principal transcendental functions (4th edición), Cambridge: Cambridge University Press, ISBN 9780521588072.

### Libros de textos y estudios universitarios
- Arfken, George B.; Weber, Hans J. (1995), Mathematical methods for physicists (4th edición), San Diego, [CA.]: Academic Press, ISBN 0-120-59816-7. (pbk.)
- Boas, Mary L. (2006), Mathematical methods in the physical sciences (3rd edición), Hoboken, [NJ.]: John Wiley & Sons, ISBN 9780471198260.
- Butkov, Eugene (1968), Mathematical physics, Reading, [Mass.]: Addison-Wesley.
- Jeffreys, Harold; Swirles Jeffreys, Bertha (1956), Methods of mathematical physics (3rd rev. edición), Cambridge, [England]: Cambridge University Press.
- Joos, Georg; Freeman, Ira M. (1987). Theoretical Physics. Dover Publications. ISBN 0-486-65227-0.
- Mathews, Jon; Walker, Robert L. (1970), Mathematical methods of physics (2nd edición), New York, [NY.]: W. A. Benjamin, ISBN 0-8053-7002-1.
- Menzel, Donald Howard (1961). Mathematical Physics. Dover Publications. ISBN 0-486-60056-4.
- Stakgold, Ivar (c.2000), Boundary value problems of mathematical physics (2 vol.), Philadelphia, [PA.]: Society for Industrial and Applied Mathematics, ISBN 0-898-71456-7. (set: pbk.)
- Hassani, Sadri (1999), Mathematical Physics: A Modern Introduction to Its Foundations, Berlín, [Germany]: Springer-Verlag, ISBN 0387985794.

### Otras áreas especializadas
- Aslam, Jamil; Hussain, Faheem (2007), Mathematical physics Proceedings of the 12th Regional Conference], Islamabad, Pakistán, 27 March – 1 April 2006, Singapore: World Scientific, ISBN 978-981-270-591-4.
- Baez, John C.; Muniain, Javier P. (1994), Gauge fields, knots, and gravity, Singapore; River Edge, [NJ.]: World Scientific, ISBN 9-810-22034-0. (pbk.)
- Geroch, Robert (1985), Mathematical physics, Chicago, [IL.]: University of Chicago Press, ISBN 0-226-28862-5. (pbk.)
- Polyanin, Andrei D. (2002), Handbook of linear partial differential equations for engineers and scientists, Boca Ratón, [FL.]: Chapman & Hall / CRC Press, ISBN 1-584-88299-9.
- Polyanin, Alexei D.; Zaitsev, Valentin F. (2004), Handbook of nonlinear partial differential equations, Boca Ratón, [FL.]: Chapman & Hall / CRC Press, ISBN 1-584-88355-3.
- Szekeres, Peter (2004), A course in modern mathematical physics: groups, Hilbert space and differential geometry, Cambridge, [England]; New York, [NY.]: Cambridge University Press, ISBN 0-521-53645-6. (pbk.)
- Yndurain, Francisco J (2006), Theoretical and Mathematical Physics. The Theory of Quark and Gluon Interactions, Springer, ISBN 978-3-540-33209-I |isbn= incorrecto (ayuda). (pbk.)